# Halve marathon van Bogota

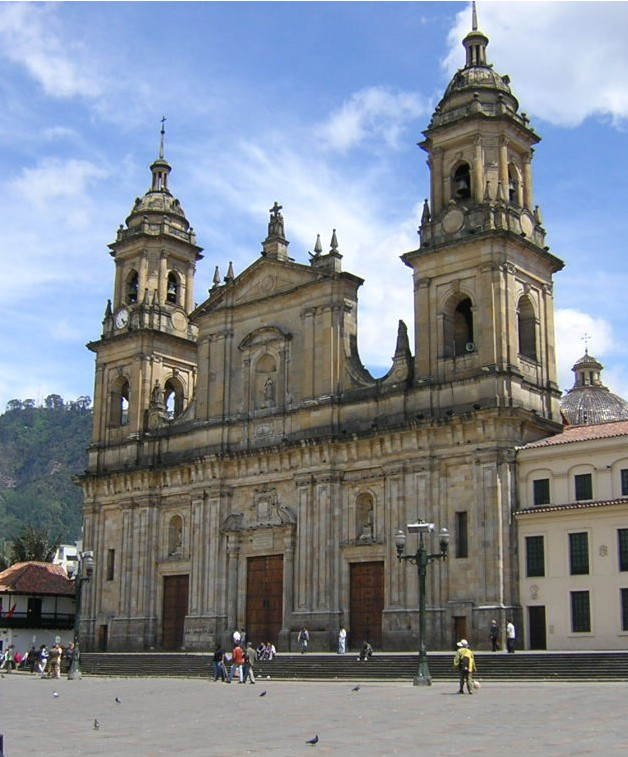
De Kathedraal van Bogota bij het startpunt

De halve marathon van Bogota (Spaans: Media Maratón de Bogotá), is een hardloopwedstrijd over 21,1 km, die sinds 2000 wordt gehouden in de Colombiaanse hoofdstad Bogota.
De wedstrijd heeft het predicaat "Gold Label Road Race", de hoogste status van de Internationale Atletiekfederatie en is daarmee de enige wegwedstrijd met deze status in Zuid-Amerika.
De wedstrijd wordt eind juli of begin augustus gehouden en behoort tot de belangrijkste wegwedstrijden wereldwijd. In 2009 kwamen meer dan 45.000 lopers aan de finish. Naast de halve marathon vindt er ook een 10 km wedstrijd plaats.
Het vlakke parcours begint op het plein 'Plaza de Bolivar', beschrijft een boog in het noorden van de stad en eindigt bij het 'Parque Metropolitano Simón Bolívar'. Vanwege de extreme hoogte van Bogota (2640 meter) is het zuurstofgehalte van de lucht lager en zijn de tijden in vergelijking met andere halve marathons relatief langzaam.
Aan de wedstrijd namen onder andere deel de voormalig wereldrecordhouder op de marathon, Catherine Ndereba, olympisch medaillewinnares Joyce Chepchumba en Priscah Jeptoo en de marathonkampioenen Stanley Biwott en James Kwambai.
Het totale prijzengeld in 2015 bedroeg 52.000 Amerikaanse dollar, waarvan 10.500 voor de winnaar.

## Parcoursrecords
- Mannen: 1:02.20 - Geoffrey Mutai  KEN (2011)
- Vrouwen: 1:10.29 - Susan Chepkemei  ETH (2003)

## Winnaars
| Jaar | Man                    | Nationaliteit | Tijd    | Vrouwen                    | Nationaliteit | Tijd    |
| ---- | ---------------------- | ------------- | ------- | -------------------------- | ------------- | ------- |
| 2019 | Tamirat Tola           | ETH           | 1:02.35 | Ruth Chepngetich           | KEN           | 1:10.39 |
| 2018 | Betesfa Getahun        | ETH           | 1:05.10 | Netsanet Gudeta            | ETH           | 1:11.34 |
| 2017 | Feyisa Lilesa          | ETH           | 1:04.30 | Brigid Kosgei              | KEN           | 1:12.16 |
| 2016 | Tadese Tola            | ETH           | 1:05.16 | Amane Gobena               | ETH           | 1:13.44 |
| 2015 | Stanley Biwott         | KEN           | 1:03.15 | Purity Cherotich Rionoripo | KEN           | 1:11.56 |
| 2014 | Geoffrey Kamworor      | KEN           | 1:03.18 | Mare Dibaba                | ETH           | 1:15.34 |
| 2013 | Geoffrey Kamworor      | ERI           | 1:03.46 | Priscah Jeptoo             | KEN           | 1:12.24 |
| 2012 | Peter Kirui            | KEN           | 1:02.26 | Gladys Cherono             | KEN           | 1:13.27 |
| 2011 | Geoffrey Mutai         | KEN           | 1:02.20 | Joyce Chepkirui            | KEN           | 1:13.34 |
| 2010 | Deriba Merga           | ETH           | 1:02.31 | Shewarge Alene             | ETH           | 1:13.54 |
| 2009 | Isaac Macharia Wanjohi | KEN           | 1:02.49 | Lydia Cheromei             | KEN           | 1:12.29 |
| 2008 | Isaac Macharia Wanjohi | KEN           | 1:03.34 | Pamela Chepchumba          | KEN           | 1:12.55 |
| 2007 | Isaac Macharia Wanjohi | KEN           | 1:03.40 | Nouriah Asiba              | KEN           | 1:16.09 |
| 2006 | Fabiano Joseph         | TAN           | 1:02.34 | Catherine Ndereba          | KEN           | 1:12.56 |
| 2005 | James Kwambai          | KEN           | 1:03.10 | Adriana Fernández          | MEX           | 1:15.02 |
| 2004 | Isaac Macharia Wanjohi | KEN           | 1:04.03 | Joyce Chepchumba           | KEN           | 1:15.07 |
| 2003 | José Alirio Carrasco   | COL           | 1:04.23 | Susan Chepkemei            | KEN           | 1:10.29 |
| 2002 | Benedict Kimondiu      | KEN           | 1:04.39 | Teresa Wanjiku             | KEN           | 1:15.17 |
| 2001 | Juan José Castillo     | PER           | 1:03.51 | María Portillo             | PER           | 1:15.04 |
| 2000 | Armando Quintanilla    | MEX           | 1:04.20 | Martha Tenorio             | ECU           | 1:12.07 |